# Павлиська волость
Павлиська волость — історична адміністративно-територіальна одиниця Олександрійського повіту Херсонської губернії.
Станом на 1886 рік складалася з 3 поселень, 3 сільських громад. Населення — 4197 осіб (2058 чоловічої статі та 2139 — жіночої), 873 дворових господарств.
|                     | Площа, десятин | У тому числі орної, дес. |
| ------------------- | -------------- | ------------------------ |
| Сільських громад    | 9301           | 8178                     |
| Приватної власності | —              | —                        |
| Казенної власності  | 290            | 222                      |
| Іншої власності     | 161            | 73                       |
| Загалом             | 9752           | 8473                     |

Найбільші поселення волості:
- Павлиш — село при річці Омельник та ставках за 34 верст від повітового міста, 1890 осіб, 343 дворів, станова квартира 1-го стану, православна церква, школа, лікарня, поштова станція, 7 лавок, 2 постоялих двори. За 2 верст — залізнична станція, буфет.
- Кам'янопотоцьке — село при річці Дніпро, 2246 осіб, 523 двори, православна церква, школа, лавка.